# Son Myung-soon
Son Myung-soon (en hangul, 손명순; en hanja, 孫命順); Keishōnan, 29 de enero de 1929 – 7 de marzo de 2024), ocasionalmente referida como Sohn Myung Soon, fue una Primera Dama de Corea del Sur de 1993 a 1998, durante la presidencia de Kim Young-sam.

## Biografía
Son Myung-soon nació el 29 de enero de 1929 en la localidad de Shinryū, entonces parte de Kinkai, provincia de Keishōnan, en la Ocupación forzada japonesa de Corea por parte del Imperio de Japón (actual Gimhae, en Gyeongsang del Sur, República de Corea).
Tuvo dos hermanas que murieron en la infancia. Su madre también moriría en 1935. Su padre más tarde se volvió a casar con Gam Deok-soon, y tuvieron 8 hijos más, 2 chicos y 6 chicas. Su padre, Sang-ho, dirigía la fábrica de goma más grande de Reisan (actual Yeongnam), que era conocida como «Chaebol de Masan».
Son se graduó de la escuela primaria Jin Young Daechang en Kinkai y el Instituto de secundaria femenino de Masan en Changwon. Más tarde asistió a la Universidad de Mujeres Ewha, donde estudió Farmacia y conocería a Kim Young-sam, con quien se casaría en 1951.
Durante su tercer año en Ewha, se estableció como nueva norma el impedir el matrimonio de sus estudiantes. Sin embargo, con algunas de sus compañeras, logró mantener en secreto su matrimonio y continuó sus estudios incluso tras dar a luz a su primer hijo.
Tras graduarse, tuvo otro hijo y tres hijas con su marido, Kim Young-sam, a quien apoyó en su carrera política que durante mucho tiempo se basó en mantenerse en la oposición.
Durante el régimen de Park Chung-hee, su hermano menor, Son Eun-bae, fue perseguido por las autoridades. Durante ese tiempo, se estrecharía la relación entre su hermano, su marido y un compañero de clases de su hermano, Kim Dong-young, que sería el futuro ministro de Asuntos Exteriores.
Tras la Restauración de Octubre y la Masacre de Gwangju, su esposo y familiares cercanos ganaron cierta popularidad por sus posiciones frente a las autoridades.
Tras las elecciones presidenciales de 1992, en las que el candidato del Partido Democrático Liberal fue su marido Kim Young-sam, éste se convirtióp en presidente de la República de Corea y ella en Primera Dama.
Durante su paso por la Casa Azul, Son Myung-soon se dedicó a construitr un comedor y salón para las invitadas, conductoras y personal femenino en general. Son es recordada por haber tenido un papel discreto pero firme en empatizar y pluralizar el rol tradicional de la mujer en la sociedad surcoreana.
Son Myung-soon murió el 7 de marzo de 2024, con 95 años a causa del COVID-19. (véase Pandemia de COVID-19 en Corea del Sur)